# District de Kirehe
Le district de Kirehe se trouve dans la Province de l'Est du Rwanda, à la frontière tanzanienne.
Le district est divisé en 12 secteurs (imirenge) : Gahara, Gatore, Kigarama, Kigina, Kirehe, Mahama, Mpanga, Musaza, Mushikiri, Nasho, Nyamugari, Nyarubuye.
La population totale est de 340 638 habitants, au recensement de 2012.
La capitale économique est Rusumo (Kirehe).
La rivière Kagera, une des sources du Nil, y est remarquable aux Chutes Rusumo.

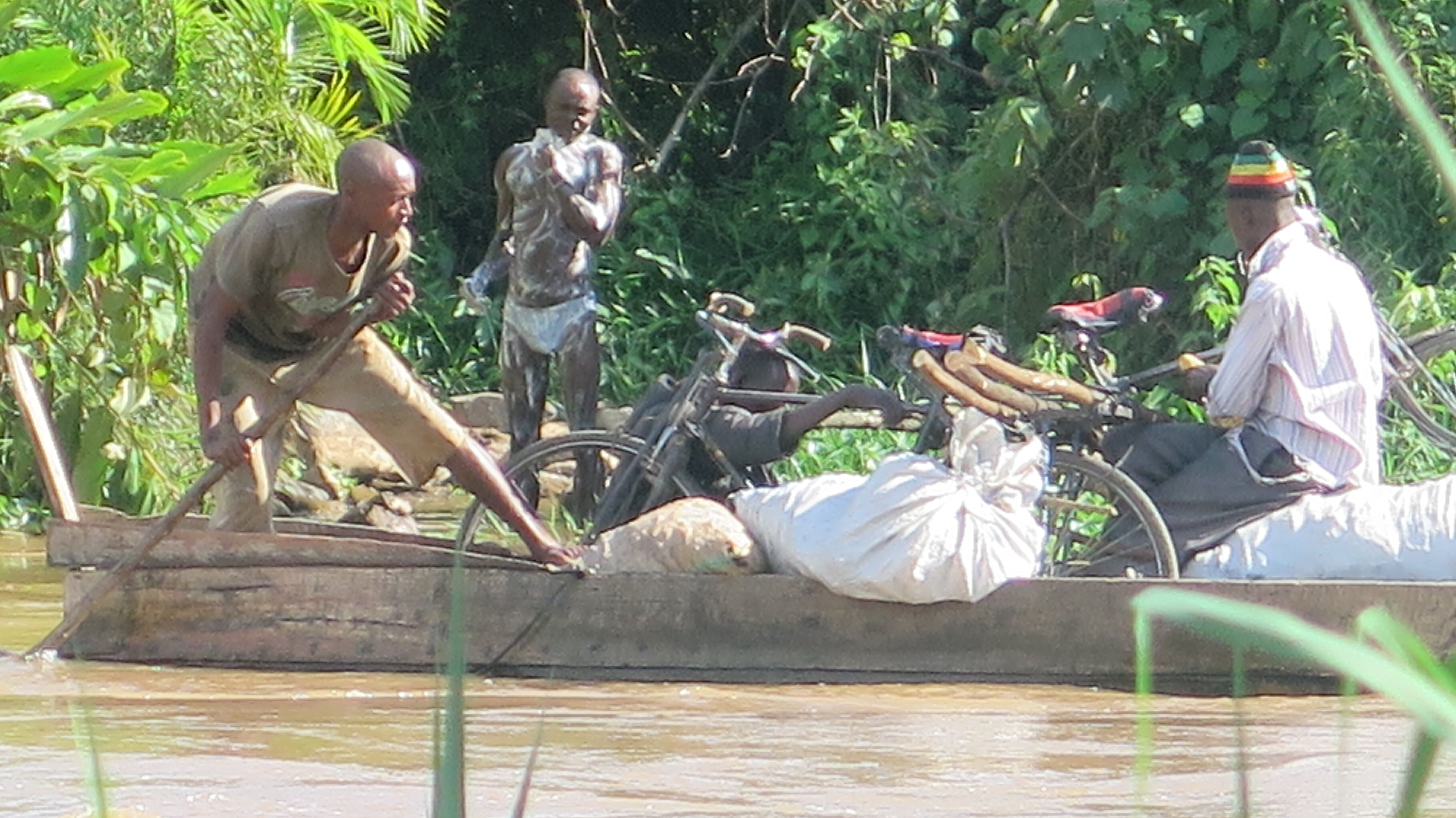
Commerce informel entre la Tanzanie et l'Ouganda

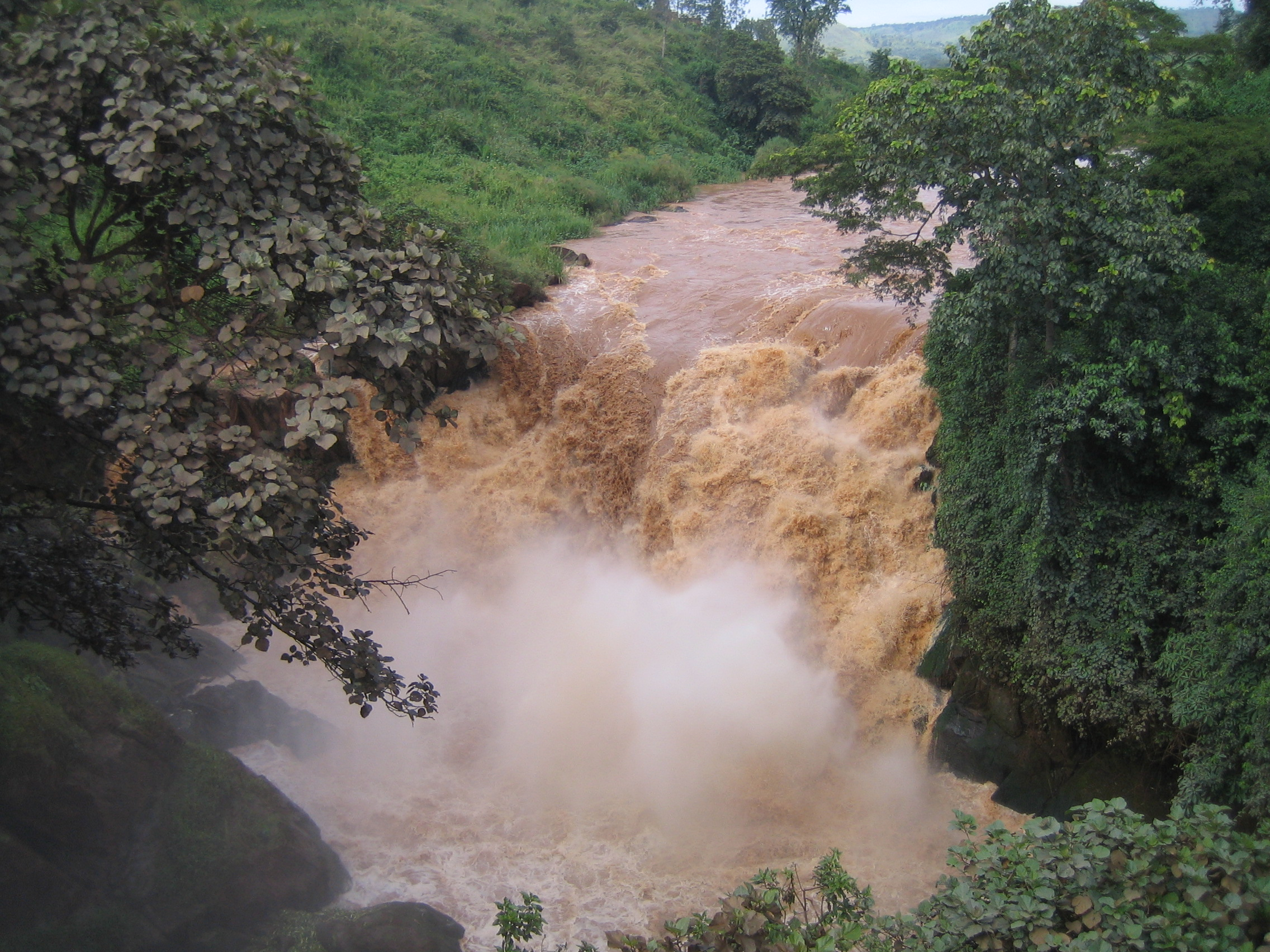
Vue générale des chutes Rusumo